# Clémence Castel
Pour les articles homonymes, voir Castel.
Clémence Castel est une personnalité de la télévision française, née le 1er octobre 1984 à Foix.
Elle est principalement connue pour être la seule personne à avoir remporté deux fois l'émission Koh-Lanta (en 2005 puis en 2018).
Depuis sa première victoire, elle a eu des activités variées dont surtout la présentation de plusieurs émissions de télévision. Elle signe également plusieurs contrats en agence de mannequinat et devient l’égérie de la franchise de jeux vidéo Les Sims.
En 2019, son livre autobiographique, Aller jusqu'au bout, est publié chez Flammarion.

## Biographie

### Enfance et études
Clémence Castel naît le 1er octobre 1984 à Foix, dans l'Ariège. Passionnée de sport, elle pratique le tennis dès l'âge de 4 ans et envisage une possible carrière professionnelle dans ce sport. Licenciée au club de Ramonville-Saint-Agne, en Haute-Garonne, elle passe ses années de lycée dans une section sport-étude à Balma, dans la banlieue de Toulouse. Elle obtient de bons résultats aux niveaux régional et national. Par exemple, en 2000, alors qu'elle n'a que 16 ans, elle finit 2e du Circuit des Raquettes de La Dépêche derrière Virginie Buisson, ancienne 154e mondiale en 1995 au classement WTA. À l'approche de son baccalauréat, elle hésite sur son orientation entre une école d'ingénieur ou une filière STAPS.
Après avoir obtenu son baccalauréat, elle se donne une année sans études pour tenter une carrière dans le tennis mais, bien qu'atteignant un classement -15 au niveau national, elle se rend compte de la difficulté d'un tel choix et abandonne l'idée de faire carrière,.

### La révélation  deKoh-Lanta2005
Alors qu'elle est en deuxième année de STAPS, elle ressent une « envie de pousser mes limites ». Elle se fait alors connaître en 2005 en gagnant la saison 5 du jeu télévisé d'aventure Koh-Lanta diffusé sur TF1. Elle est, par ailleurs, la plus jeune candidate de cette édition[réf. nécessaire]. Elle connaît une importante popularité et apparaît en couverture de nombreux magazines.
Sa médiatisation lui permet de signer quelques contrats de mannequinat avec l'agence Karin, comme des publicités pour Rexona,, pour le tourisme en Nouvelle-Calédonie ou pour la distribution en France du jeu vidéo Les Sims 2 : Naufragés,.

### Activités médiatiques et sportives
Elle présente la retransmission française de l'émission américaine Fear Factor sur NT1 en 2006,, puis l'année suivante. Elle joue également un rôle dans la série Sous le soleil. Parallèlement, elle suit le cursus STAPS à l'université de Toulouse et envisage ensuite une école de journalisme. Devenue licenciée du club de tennis de Plaisir, dans les Yvelines, elle continue à jouer à un haut niveau national, avec un classement -4/6 en 2006 et -2/6 en 2007 et en 2008.
En 2006, elle participe à l'émission Fort Boyard au profit de l'association France Choroïdérémie. En 2007, elle remporte le jeu télévisé Le Grand Concours de la télé-réalité.
En octobre 2008, elle participe à l'édition spéciale Koh-Lanta : Le Retour des héros, réunissant d'anciens candidats de l'émission ; elle y est éliminée juste après la réunification[pertinence contestée].
En 2010, Clémence Castel présente l'émission Destination Vérité sur la chaîne Syfy. Elle anime aussi quatre émissions de Passeport sur Escales.
En 2017, elle obtient un certificat de coaching parental, s'intéressant notamment à une méthode britannique appelée Calmer Parenting. Elle prépare alors un ouvrage sur le sujet prévu pour être édité en 2019 par les éditions Flammarion. L'éditeur annonce l'ouvrage pour le mois de mars sous le titre Aller jusqu'au bout.
En 2018, elle participe à Koh-Lanta : Le Combat des héros, une nouvelle édition spéciale rassemblant d'anciens candidats de l'émission. Elle devient la première personne à remporter deux fois ce jeu d'aventure. Cette victoire lui rapporte 100 000 euros. Toujours populaire, elle atteint 50 000 abonnés sur son compte Instagram en juin 2018.
En août 2018, elle annonce qu'elle développe un projet d'émission avec ALP Productions et Med&Co, qu'elle présenterait.
En 2021, elle participe à 7e édition spéciale de Koh-Lanta, intitulée Koh-Lanta : La Légende, destinée à célébrer les 20 ans du programme,. C'est sa quatrième participation à l'émission. Elle termine 12e sur les 21 candidats mais fait tout de même partie des membres du jury final de cette saison[pertinence contestée].
En 2021, elle participe à la saison 2 de District Z.
En 2022, elle est candidate dans la saison 12 de Danse avec les stars.
En 2023, elle présente sur TF1 Agissons pour demain.
En 2025, elle présente le pilote de Expédition Comedy Club pour la chaîne belge Tipik.

### Vie privée
Clémence Castel a été en couple avec le chanteur Mathieu Johann, demi-finaliste de la saison 4 de Star Academy. Après l'avoir vue dans Koh-Lanta, il la contacte pour un projet musical, qui ne voit finalement pas le jour. Elle s'installe avec lui en Normandie, dont il est originaire, et ils ont deux fils : Louis, né en 2010, et Marin, né en 2014. En janvier 2008, ils ouvrent un café-concert dans la ville de Saint-Lô, le « QG »,, suivi d'un deuxième à Cherbourg en 2011. Ils dirigent aussi un magasin de vêtements et accessoires en cuir, ouvert en 2010 à Saint-Lô. Ils vendent ensuite les affaires qu'ils possèdent à Saint-Lô pour ne conserver que celui de Cherbourg. Le 6 juillet 2019, Mathieu Johann annonce sur Instagram sa séparation avec Clémence Castel.
En juillet 2021, Clémence Castel fait son coming out, annonçant être en couple depuis un peu plus de deux ans avec une femme prénommée Marie.
Elle souffre d'une tumeur hormonale, qui l'empêche d'avoir un troisième enfant,.

## Émissions de télévision

### Candidate / participante
- 2005 : Koh-Lanta : Pacifique sur TF1 : gagnante
- 2006, 2018, 2019, 2023 : Fort Boyard sur France 2 : candidate
- 2007 : Le Grand Concours de la télé-réalité sur TF1 : gagnante
- 2009 : Koh-Lanta : Le Retour des héros sur TF1
- 2018 : Koh-Lanta : Le Combat des héros sur TF1 : gagnante
- 2021 : Boyard Land sur France 2
- 2021 : Koh-Lanta : La Légende sur TF1
- 2021 : District Z (saison 2) sur TF1
- 2022 : Fort Boyard sur France 2 : guerrière mystère (personnage)
- 2022 : Les Traîtres (saison 1) sur M6 : gagnante
- 2022 : Danse avec les stars (saison 12) sur TF1 : candidate

### Animatrice
- 2006-2007 : Fear Factor sur NT1
- 2010 : Destination Vérité sur Syfy[7]
- 2010 : Passeport sur Escales
- 2019 : Le Mois des aventuriers sur Ushuaïa TV
- 2023 : Agissons pour demain sur TF1
- 2024-2025 : Ma petite escapade sur France 3 Normandie
- 2025 : Expédition Comedy Club sur Tipik[20]

## Filmographie
- 2007 : Sous le soleil (série télévisée), saison 12, épisode La Gifle : Zoé[27]

## Publication
- Clémence Castel, Aller jusqu'au bout, Paris, éditions Flammarion, coll. « Hors collection - Documents, témoignages et essais d’actualité », 2019, 192 p. (ISBN 978-2-08-145783-6)[28]